# نعيمية سيد ناصر (جزيرة مينو)
نعيمية سيد ناصر (بالفارسية: نعمیه سیدناصر) هي منطقة سكنية تقع في إيران في قسم جزيرة مينو الريفي. يقدر عدد سكانها بـ 32 نسمة بحسب إحصاء 2016.